# Schleswig-Holstein-Haderslev
Il Ducato di Schleswig-Holstein-Haderslev fu uno stato del Sacro Romano Impero dipendente formalmente dalla Danimarca che lo creò appositamente per Giovanni II di Schleswig-Holstein-Haderslev in cambio della sua rinuncia al trono danese.

## Storia
Il ducato di Schleswig-Holstein-Haderslev venne fondato nel 1544 per Giovanni II, figlio di Federico I di Danimarca e rinunciatario alle pretese sul trono danese in cambio dell'ottenimento di un proprio ducato indipendente da quello dei fratelli, con parti derivate sia dallo Schleswig che dall'Holstein. Quando Giovanni II morì nel 1580 senza eredi, si estinse anche la sua linea ed i suoi possedimenti passarono ai suoi fratelli che li divisero equamente.
Il territorio parte di questo ducato comprendeva la contea di Haderslev, incluse le città di Tørning, Tønder e Løgumkloster e l'isola di Nordstrand e Fehmarn nello Schleswig, più Rendsburg e alcune più piccole comunità nel Holstein.

## Duca di Schleswig-Holstein-Haderslev
- 1544-1580: Giovanni II